# Linacre College

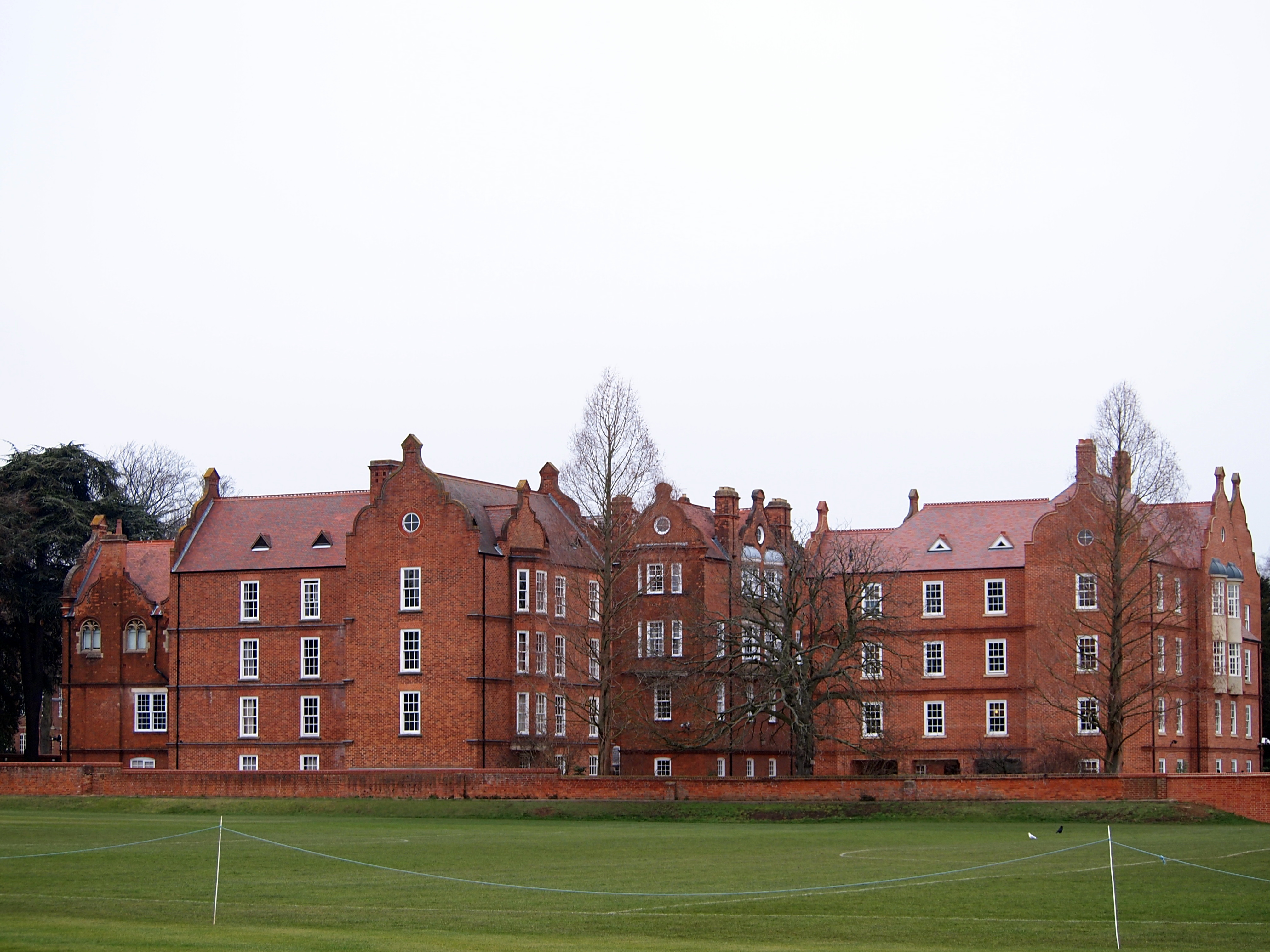
Linacre College

Das Linacre College ist ein College der University of Oxford, dessen Mitglieder Fellows und postgraduierte Studenten sind. Das College ist nach dem Humanisten Thomas Linacre (1460–1524) benannt, dem Gründer des Royal College of Physicians.
Am Linacre College studieren rund 400 Studenten, deren Mehrheit aus dem Ausland und dort aus 50 Nationen kommt. Linacre war das erste College in Oxford, das männlichen und weiblichen Studenten auf gleicher Basis zuließ. Auch fehlt eine formelle Trennung zwischen den Fellows und den Studenten. Darüber hinaus war es das erste College, das den Fairtrade-Status erhielt.
Das heutige Linacre College wurde am 1. August 1962 als Linacre House gegründet und erhielt 1965 seinen heutigen Namen. Es war nach Nuffield College und St Antony’s  College das dritte College in Oxford, das nur graduierte Studenten zuließ. Zu den Gründungsmitgliedern gehören Isaiah Berlin, Dorothy Crowfoot Hodgkin und John R. Hicks. Am 1. August 1986 wurde Linacre durch Royal Charter zum selbstständigen College innerhalb der Universität Oxford.

## Geplante Umbenennung nach Sponsoring
Das College wird seinen Namen zu Ehren der reichsten Frau Vietnams ändern, nachdem diese eine Spende von 155 Millionen Pfund angeboten hat. Das Linacre College werde den Geheimen Rat um die Erlaubnis bitten, seinen Namen in Thao College zu ändern, nachdem es mit der Sovico Group, vertreten durch ihre Vorsitzende Nguyen Thi Phuong Thao, eine Absichtserklärung über das Geld unterzeichnet habe. Mit der Spende sollen ein neues Graduiertenzentrum und Stipendien für Hochschulabsolventen finanziert werden berichtete der Guardian im November 2021.

## Ehemalige Studenten
- Heather Couper, britische Astronomin
- David Kelly, britischer Mikrobiologe und Biowaffenexperte
- Alister McGrath, Professor für Theologie am King’s College London
- Keith Ward, britischer Philosoph und Theologe
- Jake Wetzel, kanadischer Ruderer
- Martin Whartonbritischer, anglikanischer Geistlicher und von 1997 bis 2014 Bischof von Newcastle upon Tyne

## Ehemalige Fellows
- Christopher M. Dobson, britischer Chemiker, Molekularbiologe und Biophysiker
- Terry Eagleton, britischer marxistischer Literaturtheoretiker
- John R. Hicks, britischer Ökonom
- Paul Nurse, britischer Biochemiker und Nobelpreisträger

## Leiter des College
- 1962–1988: John Bamborough, Gründer und Leiter
- 1988–1996: Sir Bryan Cartledge
- 1996–2010: Paul Slack
- 2010–present: Nick Brown[2]